# Лоша учитељица
Лоша учитељица (енгл. Bad Teacher) амерички је хумористички филм из 2011. године, у режији Џејка Касдана, по сценарију Лија Ајзенберга и Џина Ступницког. Главне улоге глуме Камерон Дијаз, Џастин Тимберлејк, Луси Панч, Џон Мајкл Хигинс и Џејсон Сигел. Филм говори о лењој учитељици која мрзи свој посао, своје ученике и своје сараднике, али је приморана да се врати настави како би зарадила довољно новца за имплантате дојки након што ју је њен богати вереник оставио. Премијерно је приказан 24. јуна 2011. у САД, односно 8. септембра у Србији.

## Радња
Неки наставници једноставно нису ни за јединицу. Као на пример Елизабет (Камерон Дијаз). Она псује, окрутна је и непристојна. Пије, користи наркотике, а једини циљ јој је да се богато уда и да напусти тај досадни посао. Када је вереник оставља, по сваку цену покушава да се наметне богатом, згодном новом наставнику (Џастин Тимберлејк). Супарница јој је енергична колегиница, Ејми (Луси Панч). Али, када и сама постане мета саркастичних прозовки наставника физичког (Џејсон Сигел), последице њених скандалоних метода постају одлична лекција за њене ученике, колеге и за њу саму.

## Улоге
| Глумац            | Улога                 |
| ----------------- | --------------------- |
| Камерон Дијаз     | Елизабет Холси        |
| Џастин Тимберлејк | Скот Делакорт         |
| Луси Панч         | Ејми Сквирел          |
| Џејсон Сигел      | Расел Гетис           |
| Филис Смит        | Лин Дејвис            |
| Џон Мајкл Хигинс  | Воли Снур             |
| Дејв Ален         | Сенди Пинкус          |
| Џилијан Арменанте | госпођа Павичић       |
| Метју Џ. Еванс    | Гарет Тијара          |
| Кејтлин Девер     | Саша Абернати         |
| Кетрин Њутон      | Чејс Рубин Роси       |
| Моли Шенон        | Мелоди                |
| Ерик Стоунстрит   | Кирк                  |
| Ноа Maнк          | Тристан               |
| Финијас О’Конел   | Спенсер               |
| Томас Ленон       | Карл Халаби           |
| Џеф Џуда          | домар                 |
| Нет Факсон        | Марк Пјубич           |
| Стефани Фараси    | госпођа Пјубич        |
| Кристина Смит     | Дани                  |
| Пол Фиг           | отац у ауто-перионици |
| Дирдри Лавџој     | Сашина мајка          |
| Џери Ламберт      | Морганов отац         |